# Thamnochortus erectus
Thamnochortus erectus là một loài thực vật có hoa trong họ Restionaceae. Loài này được (Thunb.) Mast. miêu tả khoa học đầu tiên năm 1875.